# ممفیس غربی (آرکانزاس)
ممفیس غربی، آرکانزاس (به انگلیسی: West Memphis) یک شهر در ایالات متحده آمریکا است که در شهرستان کریتندن، آرکانزاس واقع شده‌است.

## خصوصیات
ممفیس غربی ۷۳٫۹ کیلومترمربع مساحت و ۲۶٬۲۴۵ نفر جمعیت دارد و ۶۴ متر بالاتر از سطح دریا واقع شده‌است.